# 湯有慶
湯有慶（？—？），字麟兆，蘇州府长洲县人，明末官員。崇禎十年進士。

## 生平
天啓七年（1627年）丁卯科應天鄉試第一百三十三名舉人，崇祯十年（1637年）丁丑科會試第十四名，廷試二甲六十七名進士。工部观政，本年六月授福建晋江知县，十四年升工部屯田司主事，十五年廣西鄉試副主考，改禮部祠祭司主事，十七年升主客司员外郎。
明亡仕清，任户部郎中，順治十五年七月升山东按察使司佥事、武德道。

## 家族
曾祖汤俦，廪监；祖汤云孙，廪生；父汤应祯，庠生。